# Карпушино
Карпушино — поселок в Котельничском районе Кировской области, административный центр Карпушинского сельского поселения.

## География
Располагается на расстоянии примерно 8 км по прямой на запад от райцентра города Котельнич.

## История
Поселок основан в 1930-х годах как поселок Котельничской МТС. В 1950 учтено хозяйств 39 и жителей 78, в 1989 проживало 587 человек. В 1958 здесь  был образован Кормосовхоз, в дальнейшем мясосовхоз .

## Население
Постоянное население  составляло 539 человек (русские 97%) в 2002 году, 418 в 2010.